# Muscle-Car

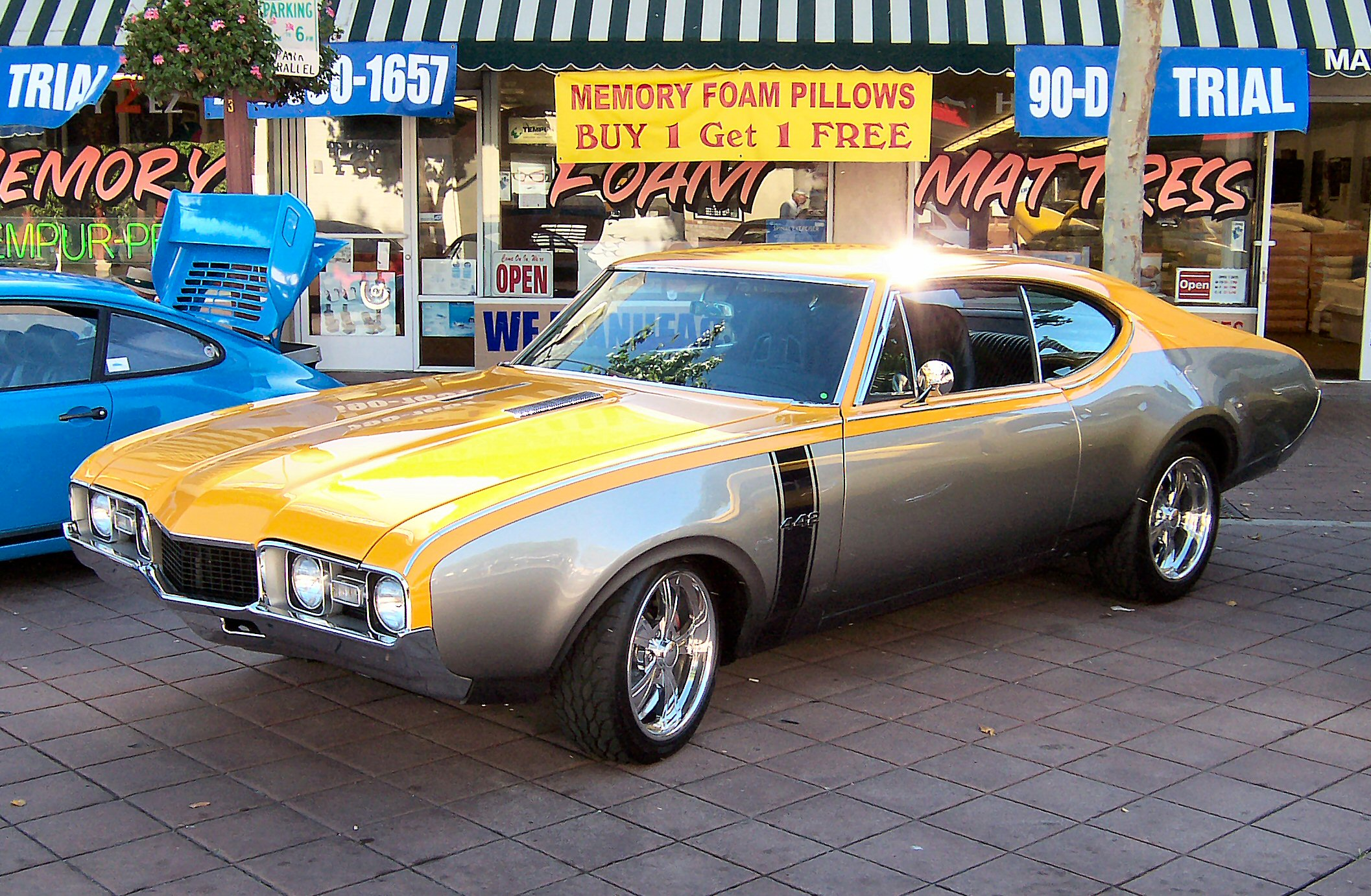
Oldsmobile 442

Muscle-Car (englisch muscle car) ist eine nachträglich eingeführte Bezeichnung für eine bestimmte Art US-amerikanischer PKW. Zeitgenössisch wurden solche Fahrzeuge oft, aber nicht ausschließlich als „Super Cars“ bezeichnet.
Der Begriff „Muscle-Car“ in seiner am wenigsten umstrittenen Definition bezeichnet ein (relativ) preisgünstiges, amerikanisches Midsize- bzw. Intermediate-Coupé mit mindestens vier vollwertigen Sitzplätzen und einem großvolumigen V8-Motor, das auf einem in großen Stückzahlen gebauten Modell basiert und in den Modelljahren 1964 bis 1971 produziert wurde. Heute wird der Begriff häufig mit sehr unscharfer Abgrenzung verwendet, legt man aber obige Definition als Maßstab an, sind von der Kategorie grundsätzlich ausgeschlossen:
- Cabrios
- Personal-Luxury-Modelle, die sich ihre Karosserie nicht mit einem Stückzahlen-starken Standardmodell teilen
- Full-Size-Fahrzeugmodelle
- Sportwagen / Sportcoupés
- Fahrzeugmodelle vor 1964 oder nach 1971

Diese Definition fußt unter anderem darauf, dass der Muscle-Car-Ära ein anderer Performance-Boom (Art des Erscheinungsbilds) vorausging, der gemeinhin als „Horsepower Wars“ bezeichnet wird und in etwa zwischen 1955 und 1963 stattgefunden hat. Damals hat eine formelle „Midsize“-Klasse auf dem amerikanischen Markt nicht existiert – diese wurde erst mit der Konzernplattform „A“ von General Motors für das Jahr 1964 geschaffen. Bis etwa 1960 war Fahrzeuggröße meist marken- und damit preisklassenspezifisch: teurere Marken verkauften größere Autos, aber jede Marke hatte nur eine einzige Fahrzeuggröße im Angebot. Bei den Hauptbeteiligten der Horsepower Wars handelte es sich regelmäßig um die einzige Fahrzeuggröße der jeweiligen Marke, zeitgenössisch oft als „Regular Size“, später als „Full Size“ bezeichnet. Das Auftauchen der Muscle-Cars ist untrennbar an den GM-A-Body und das Entstehen der Midsize-Klasse geknüpft. Am Ende der Ära stellt das Modelljahr 1970 den Höhepunkt der Motorleistung dar – eine weitere Steigerung gab es nicht, nach 1971 war keiner der wichtigen Namen der Muscle-Car-Ära mit unreduzierter Leistung mehr erhältlich.
Die enge Bindung des Genres an sowohl den organisierten als auch an den illegalen Rennsport schließt weiter Fahrzeuge ohne Dachstruktur von der Definition aus, da diese mit zusätzlichem Gewicht belastet und in ihrer torsionalen Stabilität beeinträchtigt waren, exemplarisch unterstrichen durch die Verfügbarkeit des Pontiac GTO als zweitürige Limousine, oder die ursprüngliche Bindung des Dodge-Super-Bee-Paketes an eine ebenfalls zweitürige Limousinenkarosserie.
Sportwagen wie die Chevrolet Corvette und Sportcoupés dagegen sind meist nur mit dem organisierten Rennsport, und darüber hinaus mit dem Rundkurs-Rennsport assoziiert, weshalb beiden Klassen der „Straßen“-Aspekt der Muscle-Car-Idee genauso fehlt wie die Karosserieverwandtschaft mit Großserienmodellen, nach welcher die Definition verlangt. Dies führt zu erheblichen Abgrenzungsschwierigkeiten hinsichtlich „Pony-Cars“ wie dem GM-F-Body, der als Chevrolet Camaro und Pontiac Firebird verkauft wurde, und des Ford Mustang sowie Mercury Cougar. Meist den Muscle-Cars zugeordnet werden auch die Chrysler-E-Bodies Dodge Challenger und Plymouth Barracuda, da diese, anders als Camaro, Firebird, Mustang und Cougar, auf Midsize-Plattformen basieren, allerdings nur als zweitürige Coupés verfügbar waren. Gemäß obiger Definition ist auch das Midsize-Personal-Luxury-Coupé Dodge Charger kein Muscle-Car, denn es teilt sich seine Karosserie mit keinem anderen Modell und keiner anderen Ausführung der Marke. Die Zuordnung einzelner Fahrzeugmodelle zu den Muscle-Cars bzw. Supercars erfolgt häufig für besonders leistungsstarke Ausstattungsvarianten, auch wenn diese nach oben formulierter Definition ausgeschlossen sein sollten.

## Geschichte
Für die vermuteten Anfänge der Muscle-Car-Ära gibt es unterschiedliche Ansichten. 1949 setzte Oldsmobile den kraftvollen Rocket V8 in den 88 und kreierte damit den Rocket 88. Chryslers „Letter Cars“ und der Hemi-Motor von 1951 mit 5,5 Litern (331 in3) Hubraum und 180 brutto SAE-PS (132 kW) Leistung sind ein in Europa häufig zitierter Ausgangspunkt für das Performance-Zeitalter. 1955 mag der Hemi im Chrysler C68-300 bereits 300 brutto SAE-PS (220 kW) geleistet haben – tatsächlich ist die Baureihe nur in nicht nennenswerten Stückzahlen für eine kleine, nicht einflussreiche Käuferschaft produziert worden und hat keine messbare „Weiterverarbeitung“ in den Händen von rennfahrenden Automobilenthusiasten erfahren. Ähnliches gilt für andere Nischenprodukte, etwa dem Rambler Rebel, hergestellt unter der Obhut der American Motors Corporation, den zu einem „Rettungskonzern“ zusammengeschlossenen überlebenden freien Automobilherstellern der USA. Der Rebel mag mit dem Bendix Electrojector, einer elektronischen Benzineinspritzung (EFI) ausgestattet gewesen sein – mangels AMC-Marktmacht und deshalb mangels verkaufter Stückzahlen hat er in der US-Automobilgeschichte keine Spuren hinterlassen und keinen Einfluss ausgeübt, und wird höchstens in Europa, wo der Kleinstserie traditionell Beachtung geschenkt wird, als ein Muscle-Car-Vorläufer wahrgenommen.
Insofern wäre es wahrscheinlich richtiger, dem Ford Flathead V8 von 1932 die Ehre des ersten amerikanischen Breitensportwagens zuzugestehen, zumal Ford- und Flatheadbasierende Contraptionen bis in die 50er den „bürgerlichen“ Rennsport dominierten, heute gerne unter dem Oberbegriff Hot-Rodding zusammengefasst. Günstige Technik mit verhältnismäßig hoher Leistung und die damit verbundene hohe Verbreitung der Modelle machte sie für kommende Entwicklungen wesentlich wichtiger als Nischenabenteuer wie etwa General Motors Fahrzeuge mit Einspritztechnik. In der logischen Fortsetzung des Gedankens trifft man als nächstes auf den 55er Chevrolet, bzw. die Tri-Chevy-Modelle von 1955, 1956 und 1957, die mit dem brandneuen Small Block Chevrolet (SBC) erhältlich waren – und ab Werk mit „Power Pack“ und „Super Power Pack“-Ausstattung bestellt werden konnten. An dieser Stelle trifft zum ersten Mal in der Automobilgeschichte Leistung auf Stückzahlen und Erschwinglichkeit.
Der oft zitierte Einfluss von heimkehrenden US-Soldaten am Ende des Zweiten Weltkriegs auf den Umgang mit dem Automobil als Risikosportgerät sollte an dieser Stelle kritisch betrachtet werden. Auch wenn die genaue Zahl nicht belegbar ist, kann davon ausgegangen werden, dass nur 4 % der US-Bevölkerung als Militärangehörige im Ausland eingesetzt, überhaupt an Kampfhandlungen teilgenommen haben.
Die Tri-Chevy-SBCs, beworben als „The Hot One“ brachte Rennsport-Enthusiasten außerdem nie dagewesene Leistungssteigerungsmöglichkeiten, weit über das gängige Flathead-Spektrum hinaus – und zogen die Aufmerksamkeit von anderen Autoherstellern auf „Leistung“ als Verkaufsargument. Werksunterstützung für organisierten Rennsport boomte Ende der 1950er Jahre, auch für die bis dahin recht unreglementierte Drag-Racing-Szene, die umgekehrt erheblich an Popularität gewann. Dies ist unter anderem darin begründet, das die klassische Drag Racing-Strecke, die Quarter Mile-Rennstrecke (¼ Meile = 402,34 m) im Vergleich zu Rundkursen relativ platzsparend und unterhaltsarm ausfallen, weshalb „Drag Strips“ nahezu überall errichtet werden konnten.
1961 bot Chevrolet mit dem „409“ W-Block-V8 mit 6,7 Litern (409 in3) Hubraum einen Motor mit 360 SAE-PS an, der bereits im Folgejahr 409 SAE-PS erreicht – und ohne weitere Hürden, besondere Fähigkeiten oder spezielle Befugnisse in jeden Chevrolet-Fullsize bestellt werden konnte. Das daraufhin vor allem zwischen Chevrolet, Pontiac, Ford, Plymouth und Dodge ausgetragene Wettrüsten wird heute als „Horsepower Wars“ bezeichnet, und gilt als eine reine Fullsize-Erscheinung, auch wenn etliche der teilnehmenden Plattformen innerhalb ihrer eigenen Konzerne eher als „mittelgroß“ einzustufen wären.
Der 1964er Pontiac GTO, der technisch betrachtet ein Pontiac LeMans mit einem Optionspaket namens „GTO“ ist, gilt heute als erstes „echtes“ Muscle-Car. Hintergrund des GTO-Paketes war die Einführung der ersten echten „Intermediate“-Konzernplattform, dem A-Body, für vier der fünf GM-Divisionen zum Beginn des Modelljahres 1964. Der A-Body ersetzte die zwischen den Divisionen recht unterschiedlich ausgeführten und stark „europäisch“ ausgerichteten Y-Bodies, ebenfalls in allen Teilnehmenden Divisionen. Um den „langweiligen“ traditionell amerikanischen A-Body aufzuwerten, ersannen Pontiac-Ingenieure das aufpreispflichtige „GTO“-Paket, welches im Wesentlichen aus dem 6,5 Liter (389 in3) V8 bestand, der explizit nicht für die Intermediate-Autos vorgesehen war, und der bis zum Erscheinen des 6,9 Liter (421 in3)-Liter V8 der Performance-Motor der Fullsize-Klasse von Pontiac gewesen war.
Der so entstandene GTO bot dank geringerem Gewicht die gleiche Performance wie 421er-Fullsizes bei spürbar geringeren Anschaffungskosten. 30.000 GTO wurden allein im ersten Jahr verkauft. Während der gesamten Muscle-Car-Ära liefen zirka 500.000 V8-GTO vom Fließband. Chevrolet wertete als Reaktion auf den GTO-Erfolg den eigenen A-Body in Form der Chevelle mit einem „SS“-Paket auf, Oldsmobile führte unter der Bezeichnung „442“ ebenfalls eine Performance-Version des Oldsmobile Cutlass ein, und Buick schuf den GS/GSX aus dem Skylark. Die Ford Motor Company hielt sich weitestgehend aus der Muscle-Car-Ära heraus, außer dem Ford Torino erfüllt kein anderes FoMoCo-Produkt wirklich die Definition eines Muscle-Cars. 1968 reagierte die Chrysler Corporation auf den Markttrend und unterbot das GTO-Konzept mit den sogenannten Econo-Racern Plymouth Road Runner und Dodge Super Bee, die anders als der GTO auch noch das Merkmal „preisgünstig“ in die Rezeptur einbrachten.
Beispiellose Modelloffensiven der Chrysler-Corporation haben insbesondere die Econo-Modelle unsterblich gemacht. Den GM-Divisionen dagegen war die „Darstellung von Geschwindigkeit“ für Werbezwecke per konzerninternem Dekret grundsätzlich untersagt. Zwei bemerkenswerte Fahrzeuge der Klasse waren auch Homologationsmodelle für die beliebte amerikanische NASCAR-Rennserie, die Chrysler Corporation-Intermediates Dodge Charger Daytona (1969) und Plymouth Superbird (1970), und die FoMoCo-Intermediates Ford Torino Talladega (1969) und Mercury Cyclone Spoiler (1969).
Schon 1965 war das Ende des Muscle-Car-Booms zumindest rechtlich absehbar: Ein Luftreinhaltungsgesetz des US-Gesetzgebers (der Clean Air Act von 1965, 1966, 1969) legte für das Modelljahr 1975 Emissionsgrenzwerte fest, die mit dem 1965 aktuellen Stand der Technik nicht einhaltbar waren. Bereits zum Modelljahr 1970 begannen die Divisionen des Marktführers General Motors damit, die Kompression ihrer Performance-Motoren zurückzufahren. Bekanntestes Beispiel dieser Praxis ist der 7,0 Liter (427 in3) Mark IV V8, der für 1970 durch den niedriger verdichteten 7,4 Liter (454 in3) Mark IV V8 ersetzt wurde. Hubraum statt Verdichtung sollte die Motoren für die im Rahmen des Clean Air Act für 1975 erwartete Bleifrei-Pflicht vorbereiten. Bereits 1970 war das Muscle-Car-Segment für General Motors nicht länger von wirtschaftlichem Interesse, da stetig steigende Motorleistung – das Erkennungsmerkmal und Hauptverkaufsargument der Klasse – bis 1975 und darüber hinaus nicht mehr erwartet werden konnte. Die Chrysler Corporation folgte den GM-Entscheidungen im Wesentlichen ein Modelljahr später.
Zeitgleich mit dem Clean Air Act hatte der US-Gesetzgeber verstärkt versucht, Einfluss auf Technik und Design-Entscheidungen der Automobilindustrie zu nehmen, etwa die 5-Mile-Impact-Regelung, die Herstellern ab 1973 „Sicherheitsstoßstangen“ aufzwang, welche Anstöße bis 8 km/h schadlos überstehen mussten. Ein anderes Resultat dieser Konsumentenschutzbemühungen war die Verpflichtung der Hersteller, ab 1971 in ihrer Werbung Leistungsangaben entsprechend SAE-Norm 1349 in Netto-PS zu listen, was vor dem Hintergrund des Zeitgeschehens als „nicht länger frei zu erfinden“ gelesen werden muss. Diese Regelung, zusammen mit der Ölkrise von 1974 und den daraus resultierenden Flottenverbrauchsvorschriften des US-Gesetzgebers machten Performance-Autos für Hersteller unter dem damaligen Stand der Technik wirtschaftlich uninteressant. Ein weiteres Konsumentenschutzgesetz, der „Federal Rollover Protection Standard“, führte 1976 auch noch zum vorsorglichen Verschwinden aller Cabrios und dem Aufkommen von Targa- und T-Top-Modellen auf dem US-Markt, obwohl das Gesetz selbst nie verabschiedet wurde.

## Aufbau

### Motor
Herzstück jedes Muscle-Cars ist der Motor, der in der Regel acht in V-Form angeordnete Zylinder (V8-Motor) in einem aus Grauguss gefertigten Motorblock hat. Der Gaswechsel erfolgt in der Regel über hängende Ventile, die über eine untenliegende Nockenwelle (siehe OHV-Ventilsteuerung) betätigt werden. Diese Bauweise und eine sehr simple Schalldämpfer-Abgasanlage geben dem Motor seinen unverwechselbaren Klang.
Heute wird fast universell von einer Unterteilung amerikanischer V8-Motoren in Small Block und Big Block ausgegangen. Tatsächlich ist „Small Block V8“ die Projektbezeichnung der Entwicklungsphase des ersten Chevrolet-V8 von 1955, „Big Block“ beschreibt in Abgrenzung davon den Chevrolet W-Block von 1958 und die später folgenden Mark IV-Motoren. Hier nimmt die Bezeichnung klar Bezug auf zwei unterschiedliche Block-Gussformen, tatsächlich ist der größte Chevrolet-Small Block mit 6,6 Liter (400 in3) Hubraum deutlich Hubraumstärker als der kleinste Big Block, bei dem es sich per Definition um den 5,7 Liter (348 in3) W-Block, in der populären Wahrnehmung um den 6,5 Liter (396 3) Mark IV handelt. In Anlehnung daran werden oft Klassifizierungsversuche für alle Hersteller unternommen, was eigentlich bereits daran scheitert, dass ein Teil der US-Hersteller nur einen von mehreren im jeweiligen Konzern zur Verfügung stehenden Blöcken verwendet hat – Cadillac, Lincoln und Chrysler zum Beispiel – und daran, dass ein Teil der US-Hersteller keine unterschiedlichen Blöcke für teils stark variierende Hubräume benutzt hat, etwa Pontiac, deren V8 dasselbe Blockdesign von 5,4 Liter (326 in3) bis 7,5 Liter (455 in3) verwendet. Andere Motoren, etwa die Ford Y-Blöcke und beide Varianten des 351, müssten der Definition entsprechend „Medium Blocks“ genannt werden.
Für die Dauer der Muscle-Car-Ära meint die oberbegriffliche Verwendung von „Small Block“/„Big Block“ hauptsächlich den Small Block/Mark IV (Chevrolet), Windsor/FE (Ford) und LA/RB & B (Plymouth und Dodge).

### Fahrwerk
Die Fahrwerkstechnik der Zeit war stellenweise nicht in der Lage, mit der Motorleistung mitzuhalten. Insbesondere Öldruckstoßdämpfer und Diagonalreifen gelten heute als zwei Bauteile, die dem Handling der Midsize-Fahrzeuge der Ära deutliche Grenzen gesetzt haben. Bremsanlagen wurden fast grundsätzlich von Heavy-Duty-Paketen wie den Police Packages übernommen, bereits ab 1967 waren die meisten Hersteller in der Lage, vorne Scheibenbremsen zumindest optional anzubieten. Entgegen heutiger Wahrnehmung waren diese Anlagen den zeitgenössischen Trommelbremsen meist kaum überlegen, da sie unter die gängigen 14-Zoll-Felgen der Ära passen mussten, und insofern relativ klein ausgelegt waren. Aufhängung und Federung stammten meist ebenfalls aus Heavy-Duty-Paketen, Doppelquerlenker vorne und Drei- oder Vierlenkerachsen hinten bildeten die Norm. Starrachse hinten mit Halbelliptikfedern wurden in der Intermediate-Klasse ausschließlich vom Chrysler-Konzern (zusammen mit Drehstab-Federn für die Vorderachse) verwendet, General Motors hatte 1959 auf Schraubenfedern umgestellt, die Ford Motor Company 1965. Eine Ausnahme bilden die F-Bodys von GM mit dem Chevrolet Camaro und dem Schwestermodell Pontiac Firebird sowie der Ford Mustang, die aber bereits per Definition nicht zu den Intermediates gehören. Lenkgetriebe der Ära sind ausschließlich Kugelumlauf-Systeme, wie sie bis zur flächendeckenden Einführung von Zahnstangenlenkungen überall auf der Welt im Automobilbau verwendet wurden. Verglichen mit modernerer Technik sind diese Lenkgetriebe höchstens zufriedenstellend, aus dem Rahmen fällt das Chrysler-Servolenkgetriebe der Ära, welches aus heutiger Perspektive gefährlich unpräzise ist. Gepaart mit der Blattfeder-Drehstab-Kombination der Chrysler Corporation-Fahrzeuge hat dieses Setup mehr oder weniger im Alleingang den schlechten Ruf amerikanischer Fahrwerkstechnik in Europa verursacht. Erstaunlicherweise war fast keins der erfolgreichen Muscle-Car-Modelle mit einem hinteren Stabilisator bestückt, obwohl diese Technik von allen Herstellern für Polizeifahrzeuge angeboten wurde. Eine Ausnahme von dieser Regel ist z. B. das Trans Am Homologationsmodell des Dodge Challenger von 1970, der Challenger T/A, der einen hinteren Stabilisator hat.

### Interieur/Ausstattung
Traditionell hatten Rennsport-orientierte Autokäufer in den USA unter den verschiedenen Trimleveln eines Modells meist eins der günstigeren bestellt – etwa einen Bel Air oder Biscayne statt des Impala SS – da wenig Ausstattung meist mit weniger Gewicht gleichzusetzen war, dazu aber gleich den größten verfügbaren Motor. Diese Logik ließ sich auf die ab 1964 auftauchenden Midsize-Muscle-Cars weniger eindeutig anwenden, da diese Fahrzeuge meistens selbst nur ein Trimlevel ihres jeweiligen Grundmodells waren. Der Plymouth Road Runner etwa ist die „Econo-Racer“-Version des Grundmodells Plymouth Belvedere, der auch in einem höheren Trimlevel als Plymouth Satellite verkauft wurde, und in einer nicht ganz hierarchiekonformen Luxus-Sport-Version als Plymouth GTX. Econo-Racer wie der Plymouth Road Runner dienten quasi als vorgefertigte Zusammenfassung der beliebten Bestellkonfiguration „Niedriges Ausstattungslevel + großer Motor“, sollten aber nicht mit den „Plain Jane“ oder „Power All/Power Nothing“-Konfigurationen vergangener Tage verwechselt werden. Gleiches lässt sich ohnehin nicht pauschal über Muscle-Cars wie den Pontiac GTO, den Oldsmobile 442 oder den Buick GSX sagen, da diese Fahrzeuge von den „höherwertigen“ Divisionen des GM-Konzerns angeboten wurden, und schon in der Basisausstattung über dem Level der Produkte der „günstigen drei“ Hersteller – Chevrolet, Ford, Plymouth – lagen.
Jenseits der Econo-Racer kann mehr oder weniger allgemeingültig davon ausgegangen werden, dass Rennsport-orientierte Käufer wenig Wert auf gewichtige Zusatzausstattungen gelegt haben, während Spaß-orientierte Käufer die Liste der aufpreispflichtigen Optionen oft voll ausschöpften. Sitzbank Vorn und Lenksäulen-Automatikwahlhebel dürften zu den am häufigsten „wegbestellten“ Ausstattungsmerkmalen der günstigen Trimlevel gehört haben, Vinyldächer hingegen waren eine zeitgenössische Erscheinung, die oft auf bis zu 75 % der Fahrzeuge einzelner Baureihen auftritt. Schaltgetriebe waren eine nur von ernsthaften Schnellfahrern gewählte Option, die fast ausschließlich beim GTO einen höheren Verkaufsanteil als die verfügbaren Automatikgetriebe hatte – allerdings nur bis zur Einführung des ST400/TH400-Automatikgetriebes im Modelljahr 1967. Rückblickend mag die allgemein oft ohnehin recht spartanische Ausstattung der Fahrzeuge des ständig von Finanzkrisen bedrohten Chrysler-Konzerns zur Legendenbildung um die Nullausstatter-Muscle-Cars beigetragen haben.
Erwähnenswert ist in diesem Zusammenhang die lilafarbene Hupe des Plymouth Road Runner, welche die Bezeichnung „Voice of the Road Runner“ trug und den meist als „Meep Meep!“ oder „Beep Beep!“ wiedergegebenen Schlachtruf der Zeichentrickfigur Road Runner imitierte. Diese Hupe hatte eine sehr geringe Priorität für Rennsport-orientierte Autofahrer – allerdings zielte der Econo-Racer Roadrunner auf den „Jugendmarkt“, der 16-24-Jährigen, und nicht primär auf Rennfahrer.

### Aftermarket
Rennsport-Teileunterstützung von Drittanbietern reicht in den USA bis auf den Ford Flathead zurück, und wurde mit dem Small Block von Chevrolet (SBC) zum Massengeschäft. Veränderte Ansaugbrücken, Nockenwellen und Abgaskrümmer sowie Vergaser und Zündanlagen gehören zu den üblichsten Modifikationen. Ein anderer „Standardumbau“ der Ära waren Schaltgestänge von Drittanbietern. Entgegen dem heute allgemein verbreiteten Verständnis ist damit in erster Linie das Gestänge zwischen Schalthebel und Getriebe gemeint, das in den Aftermarket-Ausführungen meist gerade und stärker ausgeführt war, und nicht der Schalthebel im Innenraum selbst. Ab Werk oder aus dem Zubehörhandel waren teilgesperrte Achsdifferentiale verfügbar, die das Durchdrehen eines Antriebsrades verhindern.
Fahrwerksseitig gehören insbesondere Traktionshilfen für die Hinterachse zu den populärsten Erscheinungen dieser Zeit. Diese Systeme tragen unterschiedliche Namen (unter anderem Slapper Bars, Traction Bars, CalTracs, Underrider) und unterscheiden sich in Details der Konstruktion, sind aber in ihrer Funktion ähnlich. Sie verhindern bei starren Antriebsachsen mit Blattfedern das konstruktionsbedingte „Aufwickeln“ der Federn unter harter Beschleunigung und den damit verbundenen Traktionsverlust durch Schwingungen der Achsbrücke („Wheel Hop“). Sie sind zum Geradeausfahren, also für den amerikanischen Viertelmeilensport gedacht. Für Rundkursfahrzeuge der Ära existieren weitergehende Modifikationen insbesondere der Vorderachsaufhängung. Dabei handelt es sich aber mehr um Modifikationen der Aufhängung als um „bolt on“-Bauteile, genannt seien hier etwa der „Shelby Drop“ oder der „Guldstrand Mod“, beides sind essentielle Verlegungen der oberen Querlenkeraufnahme vorne.
Seit 1956 gab es auf dem US-Markt Leichtmetallräder in Serie, auch wenn verschiedene Typen bis weit in die Sechziger von Haltbarkeitsproblemen geplagt wurden. Hier wurde unter anderem Magnesium als Werkstoff eingesetzt, weshalb auch moderne Leichtmetallräder im englischsprachigen Raum bis heute oft „mag wheels“ genannt werden.
Die Werks-Rennsportabteilungen der Hersteller haben teilweise Bauteile von Drittherstellern zugekauft und mit eigener Teilenummer versehen, um Rennfahrern zu ermöglichen, diese unter dem Deckmantel der Serienmäßigkeit in seriennahen Rennserien einzusetzen. Die Ersatzteil- und Zubehörorganisationen der Hersteller boten auch eigene leistungssteigernde Bauteile quasi mit Herstellerfreigabe an. Der Chrysler-Konzern nutzte zum Vertrieb seiner Performance-Artikel die hauseigene Ersatzteil-Vertriebsorganisation namens Motor Parts, wiedergegeben als MOPAR, die für alle Marken und Modelle des Konzerns alle Ersatz- und Zubehörteile lieferte, wird in der Retrospektive heute oft zur Muscle-Car-Werksabteilung verklärt. Der Begriff selbst ist heute synonym mit Fahrzeugen des Chrysler-Konzerns.
Insbesondere auf den sanktionierten Drag-Racing-Veranstaltungen der großen Dachorganisationen NHRA (National Hot Rod Association) und IHRA (International Hot Rod Association) verschwimmt die Abgrenzung zwischen Werk und Aftermarket, insbesondere wegen des hohen Popularitätsgrades und dem hohen Amateuranteil dieser Rennserien, letzterer ist eine direkte Folge des „Corporate Racing Bans“ von 1963. Dieses „Rennsportverbot“ folgte dem Vorbild eines früheren „Rennsportboykotts“ verschiedener Hersteller als Reaktion auf die Katastrophe von LeMans 1955 – nur waren diesmal in erster Linie die GM-Divisionen betroffen. Direkte Werksunterstützung wich indirekter Unterstützung des Sports an sich. Diese Überlegungen erstrecken sich nicht auf „Werksrennsport“ wie die NASCAR (National Association of Stock Car Racing)-Serie, bei der eine überschaubare Anzahl von Teams auf einer überschaubaren Anzahl von Strecken gegeneinander antraten. Trotzdem haben auch NASCAR-Elemente Eingang in die Drag Racing-Kultur und den Zubehörmarkt und umgekehrt gefunden, Chevrolets Mark IV V8 und der 426 HEMI des Chrysler-Konzerns haben beide Rundkurswurzeln. Erwähnenswert sei an dieser Stelle, dass NASCAR-Rennen in den Sechzigern teilweise noch auf unbefestigten „Dirt Tracks“ ausgetragen wurden, und dass Rundkurse (im europäischen Sinn) bei den Streckentypen deutlich überwogen – und noch heute Teil der Serie sind, auch wenn NASCAR inzwischen untrennbar mit dem „Super Speedway“-Ovalkurs-Image verbunden ist.

## Preise
Preisvergleiche für historische Fahrzeuge, insbesondere über eine Währungsgrenze hinweg, sind meist wenig aussagekräftig, weil Kaufkraft und grundsätzliche Preissituationen über einen Zeitraum von mehr als 50 Jahren auf zwei Kontinenten ohne einen Referenzrahmen schlecht vergleichbar sind.
Behelfsweise kann der „Wert“ solcher Fahrzeuge verglichen werden, wenn man den Markt innerhalb seiner nationalen Grenzen nach unten und oben absteckt: Im Jahr 1968 wurde das Basismodell des VW Käfers auf dem US-Markt ab einem Preis von $ 1699 angeboten - ein viertüriger Mercedes 280 SE (W108) aus dem gleichen Jahr war ab $ 6222 zu haben. Dazwischen liegen, exemplarisch, folgende Modelle:
- 1968 Ford Mustang: $ 2685 (Basis-V8 Coupé)
- 1968 Chevrolet Camaro: $ 2670 (Basis-V8 Coupé)
- 1968 Plymouth Road Runner: $ 2870 (Basis 2-Door Coupé)
- 1968 Pontiac GTO: $ 3101 (Basis-V8 Coupé)
- 1968 Dodge Charger $ 3014 (Basis-V8)

## Heutige Situation
Muscle-Cars stehen heutzutage sehr hoch im Kurs und sind von Sammlern stark gefragt. Für einen seltenen 1971er Plymouth Hemi-Cuda Cabriolet werden über 4 Millionen US-Dollar geboten (genau genommen kein Muscle Car nach obiger Definition). Auch in Deutschland sind sie sehr gesucht.
Bei überdurchschnittlichem Erhaltungszustand können Muscle-Cars in Deutschland – wie alle anderen zulassungspflichtigen Kraftfahrzeuge über 30 Jahre – als „kraftfahrzeug-historisches Kulturgut“ eingestuft werden und mit „H-Kennzeichen“ angemeldet werden. Sie profitieren dann von einem pauschalen ermäßigten Kfz-Steuersatz von derzeit jährlich 191 Euro (Stand 2020). Versicherungsprämien für historische Fahrzeuge sind üblicherweise von deren spezifischem Wert abhängig und nicht als allgemeines Merkmal für die „üblichen“ Unterhaltskosten von historischen Fahrzeugen heranzuziehen. Versicherungsgesellschaften fordern daher in der Regel ein Gutachten zum Fahrzeugwert z. B. nach Vorgaben von Classic Data, welches in der Regel von anerkannten Sachverständigen erstellt wird.
Noch immer wird amerikanischen Fahrzeugen dieser Epoche in Deutschland ein hoher Benzinverbrauch nachgesagt, selbst die aktuelle Berichterstattung hält Durchschnittsverbräuche von 30 Litern/100 km für möglich. In der Realität sind die kompressionsstarken Fahrzeuge der Ära 1960 bis 1970 pro Kubikinch Hubraum deutlich effizienter als die niedrig verdichtenden Triebwerke der Pre-Katalysator-Ära. Als Faustregel ist ein Schnittverbrauch von 15–18 Litern/100 km zutreffend für alle in größeren Stückzahlen verfügbaren Modelle und Motorisierungen.
Die Ersatzteilsituation ist, gemessen an europäischen Fahrzeugen:
- hervorragend für Chevrolet-Fahrzeuge im Allgemeinen, Pontiac GTO und Firebird, Ford Mustang sowie Dodge und Plymouth B- / E-Body,
- gut für Cadillac,
- ausreichend für Buick, Oldsmobile, Pontiac allgemein, Mercury, Chrysler, Dodge & Plymouth A- und C-Body sowie
- schwierig für Lincoln.

Alle anderen Marken haben keine stabile Teileversorgung über den Privat-an-Privatmarkt hinaus, bei denen überwiegend Gebrauchtteile oder zufällig gelagerte Neuteile gehandelt werden. Beinahe 100 % der heute verfügbaren Neu-Ersatzteile sind Reproduktionen, teils mit Lizenzierung durch die ursprünglichen Hersteller, deren Qualität fast universell nicht annähernd mit der Qualität von Originalteilen mithalten kann. Hier stimmt häufig die Passgenauigkeit nicht.

## Exemplarische Motorleistungen
siehe Pferdestärke#SAE-HP (USA)
SAE-Leistungsangaben vor 1972 sind mit Vorsicht zu behandeln, da zu jener Zeit die Leistung noch in gross horsepower oder brake horsepower (bhp) angegeben wurde, was bedeutet, dass sie zu besten Bedingungen mit einem Präsentationsmotor an der Kurbelwelle ermittelt wurde, d. h. ohne angeschlossene Lichtmaschine, Ölpumpe, Wasserpumpe usw. Dies entspricht kaum einem straßentauglichen Fahrzeugzustand mit allen nötigen oder wünschenswerten Anbauteilen. Übertriebene Werte sind somit keine Seltenheit, eine echte Motorleistung von 15 bis 20 % unter dem genannten Wert ist bei einigen Herstellern realistisch.
Den Höhepunkt erreichte man 1970:
- Buick 455 Stage1 455 in3 = 360 bhp @ 4600/min, 510 lb-ft (691 Nm) @ 2800/min.
- Chevrolet 454 LS6 454 in3 = 450 bhp @ 5600/min, 500 lb-ft (678 Nm) @ 3600/min.
- Mopar 426 Hemi 426 in3 = 425 bhp @ 5000/min, 490 lb-ft (664 Nm) @ 4000/min.

Dies sind offizielle Angaben in brutto SAE-PS, aber man vermutet bei allen diesen Motoren eine noch höhere Leistung, denn Muscle-Cars wurden damals wegen der Versicherungseinstufung auch mit geringeren Werten angegeben. Der Shelby Mustang GT 500 KR ist ein gutes Beispiel dafür. 428 in3 Hubraum und weit über 500 Nm Drehmoment lassen ihn bei vorsichtigen Schätzungen auf eine Brutto-Leistung zwischen 295 und 370 kW (503 PS) kommen, statt der vom Hersteller angegebenen 246 kW (335 PS). Auch der 1970er LS6-Chevroletmotor war mit 331 kW angegeben, Prüfstandtests ohne Anbauteile aber ergaben Werte um die 405 kW (551 PS). Die Netto-Leistung – eingebaut im Straßenfahrzeug – lag dabei jeweils unter 294 kW (400 bhp). Auch die Leistung serienmäßiger Street-Hemi-Motoren wurde auf dem Prüfstand zum Teil um fast 30 % übertroffen.
Der größte Unterschied zwischen der offiziellen Leistung bestand beim Race-Hemi V8, der in dieser Ausführung in den 1968 A-Bodies von Plymouth und Dodge, aber auch in anderen Modellen verwendet wurde (1964 in den kleinen Dodge- und Plymouth-Baureihen, 1965 B-Bodies, Code A-990). Doch 1968 war er am stärksten. Es war ein reiner Rennmotor (für den normalen Gebrauch kaum geeignet). Die offizielle Leistung lag bei 425 bhp und das maximale Drehmoment bei 661 Nm. Die gleiche Leistung wurde schon beim Street-Hemi-V8 angegeben. Beim Street-Hemi lag die Verdichtung bei 10,25:1, beim Race Hemi jedoch bei 12,5:1. Dazu kamen eine geschmiedete Kurbelwelle, eine Cross-Ram-Ansaugbrücke mit zwei Holley-Doppel-Registervergasern, eine schärfere Nockenwelle und weitere Unterschiede, welche die Leistung erhöhten. Die Leistung eines solchen Motors lag bei 620–660 bhp. Aber der damalige Chrysler-Konzern wollte auch nicht direkt ein hohes Interesse auf diesen Wagen ziehen, da befürchtet wurde, dass zahlungskräftige, aber ungeübte Fahrer einen solchen Wagen in die Finger bekommen würden. Deshalb wurde die Leistung genauso hoch wie beim Street-Hemi angegeben, nur sehr wenige davon produziert und keine Werksgarantie gewährt. Ziel seitens Chrysler war es aber, den Wagen den Drag-Racern verfügbar zu machen. Und auf dem Drag-Strip gewannen diese Wagen auch praktisch alles in ihren Klassen, was es zu gewinnen gab. Im Handschuhfach fand sich noch ein Hinweis: Dieser Wagen ist nur für den Rennbetrieb gebaut worden. Nutzen Sie diesen Wagen nicht auf der normalen Straße!
Ein ähnliches Aggregat bot Chevrolet 1967 mit dem Motor mit dem Code L88 an (eigentlich auch ein reiner Rennmotor). Die Leistungsangabe war 430 bhp zu einem Preis von fast $ 950. Aber ein anderer Motor von Chevrolet, der auch in der ’67-Corvette (Code L71) zum Einsatz kam, war mit 435 bhp angegeben und kostete nur rund $ 440. Das dachten sich sehr viele der damaligen Käufer. Die Absicht von Chevrolet funktionierte damit. Der L88-Motor war sehr ähnlich zum Race-Hemi-Aggregat. Er hatte eine Leistungsangabe, die rund 120–150 bhp unter dem tatsächlichen Wert lag. Chevrolet wollte mit der oben beschriebenen Leistungsangabe ungeübte, aber gutbetuchte Käufer davon abhalten, den L88 zu kaufen, aber er sollte den Viertelmeilen-Assen zur Verfügung stehen. Der Motor war so extrem, dass er keinen stabilen Leerlauf entwickelte und die Leistung erst bei hohen Drehzahlen erreichte, was für den normalen Straßenbetrieb nicht geeignet war. Der Unterdruck in der Ansaugspinne war im unteren Drehzahlbereich so niedrig, dass keine Servo-unterstützte Bremsanlage verbaut werden konnte.

## Typen

### Compact Muscle Cars
AMC (American Motors Corporation)
- Rambler American Rogue 343, Rogue 290 Typhoon
- AMC Hornet SC/360, SST 304

Chrysler
- Dodge Dart 426 Hemi, Swinger, Swinger 340, Super Stock 426 Hemi
- Dodge Dart GT 273, 318
- Dodge Dart GTS 340, 383, 440-Magnum
- Dodge Demon 318, 340
- Dodge Dart Sport 340, 360
- Plymouth Duster 340, 360, Twister

General Motors
- Chevrolet Nova SS (siehe auch Film Death Proof – Todsicher)
- Oldsmobile F-85 Cutlass, Jetfire (1961-1963 gehörten die F-85/Cutlass zu den compact-cars, danach zu den midsize)
- Pontiac Tempest 326, Le Mans 326 (1960-1963 gehörte der Tempest zu den compact-cars, danach zu den midsize)

Ford (US)
- Ford Falcon Sprint 260, Sprint 290
- Ford Maverick Grabber
- Mercury Comet Caliente

Tuner
- Hurst SC/Rambler („Scrambler“) 390 (auf Basis des AMC Rambler / Rambler American in Zusammenarbeit von Hurst Performance und der American Motors Corporation)
- Yenko Nova Y/SC-427 L-72 (auf Basis des Chevrolet Nova SS)
- Yenko Deuce (auf Basis des Chevrolet Nova SS)
- Yenko Stinger (auf Basis des Chevrolet Corvair Corsa)
- Yenko Stinger II (auf Basis des Chevrolet Vega)
- Baldwin Motion Stage II Vega, Super Vega SC-427 L88 (auf Basis des Chevrolet Vega)
- Baldwin Motion SS-396 Nova, SS-427 Nova L72, Phase III SS-427 Nova L88 (auf Basis des Chevrolet Nova SS)
- Berger Super Nova 427 L72 (auf Basis des Chevrolet Nova SS-427 L72)
- Mr. Norm’s Dart GSS Supercharged 440 Six-Pack (Mr. Norm Grand-Spaulding Dodge) (auf Basis des Dodge Dart)
- Mr. Norm’s Demon GSS Supercharged 440 Six-Pack (Mr. Norm Grand-Spaulding Dodge) (auf Basis des Dodge Demon)

### Pony Cars
AMC (American Motors Corporation)
- AMC AMX 343, 360, 390,
- AMC Javelin 343, 360, 401, AMX 390, AMX 401, 79-K, SST

Chrysler
- Dodge Challenger 340, 340 T/A, 383, 440 Magnum R/T, 440 Six-Pack, 426 Hemi (siehe auch Film Vanishing Point und Death Proof – Todsicher)
- Plymouth Barracuda Cuda, Formula-S
- Plymouth Cuda AAR, 440 Six-Pack, 426 Hemi

General Motors
- Chevrolet Camaro SS, Z/28, ZL1
- Pontiac Firebird Formula 400, TransAm, TransAm Ram Air

Ford (US)
- Ford Mustang Mach I 351, 390, 428, 428 Cobra, 428 Cobra Jet Ram-Air, 428 Super Cobra Jet Drag Pack, Twister Special 429 Super Cobra Jet
- Ford Mustang Boss 302, 429, 351
- Ford Mustang GT (Fastback 2+2 / Sportsroof) 290, 302, 351, 390, 428, 428 Cobra, 428 Cobra Jet Ram-Air, 428 Super Cobra Jet Drag Pack (siehe auch Film Bullitt)
- Ford Mustang Fastback 2+2, Sportsroof, Hardtop, Grande
- Mercury Cougar XR7, GT-E
- Mercury Cougar Eliminator

Tuner
- Hurst SS/AMX 390 (auf Basis des AMC AMX in Zusammenarbeit von Hurst Performance und der American Motors Corporation)
- COPO Camaro SS-427 L72 (auf Basis des Chevrolet Camaro SS)
- Yenko Camaro Y/SC-427 L72 (auf Basis des Chevrolet Camaro SS)
- Berger Camaro SS-427 L72 (auf Basis des Chevrolet Camaro SS)
- Baldwin Motion SS-427 Camaro L72, Phase III SS-427 Camaro L88, Phase III Camaro 540 (auf Basis des Chevrolet Camaro SS)
- Mr. Norm’s Dodge Challenger T/A Supercharged 340 Six Pack (Mr. Norm Grand-Spaulding Dodge) (auf Basis des Dodge Challenger T/A)
- Shelby Mustang GT-350, GT-350H, GT-500, GT-500KR (auf Basis des Ford Mustang GT)
- Mainway Ford Mustang Stallion GT 390, GT 390 HiPo, GT 427 (nur erhältlich in Kanada)

### Intermediate Muscle Cars
AMC (American Motors Corporation)
- Rambler Rebel
- AMC Rebel The Machine

Chrysler
- Dodge Coronet R/T
- Dodge Charger R/T (siehe auch Film Bullitt, Death Proof – Todsicher und Ein Duke kommt selten allein)
- Dodge Super Bee (bis 1970 auf Basis des Dodge Coronet, ab 1971 auf Basis des Dodge Charger)
- Dodge Charger Daytona 426 Hemi (für den Rennsport konzipiert, auf Basis des Dodge Charger)
- Plymouth Belvedere S/SA Hemi, 426 Hemi, SuperStock, RO1
- Plymouth Satellite 426 Hemi, Custom (bis 1969 auf Basis des Plymouth Belvedere)
- Plymouth Belvedere GTX 440 Super Commando, 426 Hemi (den Plymouth Belvedere GTX gab es nur 1967, danach war der Plymouth GTX ein eigenständiges Modell)
- Plymouth GTX 440 Super Commando, 440 Six-Pack, 426 Hemi (bis 1970 auf Basis des Plymouth Belvedere, ab 1971 auf Basis des Plymouth Satellite)
- Plymouth Road Runner 383, 426 Hemi, 440 Six-Pack (bis 1970 auf Basis des Plymouth Belvedere, ab 1971 auf Basis des Plymouth Satellite)
- Plymouth Superbird 426 Hemi (für den Rennsport konzipiert, auf Basis des Plymouth Road Runner)

General Motors
- Chevrolet Chevelle SS 396, 455, 454 LS6
- Chevrolet Malibu SS 396
- Chevrolet Monte Carlo SS
- Chevrolet El Camino SS 396, 454 LS6
- Buick Gran Sport GS340, GS350 GS400, GS400 Stage-1, GS400 Stage-2
- Buick GSX GS455 Stage-1
- GMC Sprint (bis auf das GMC-Logo baugleiches Schwestermodell des Chevrolet El Camino SS)
- Oldsmobile F-85 4-4-2, 4-4-2 Police Interceptor (mit B09 Police Intercept Package)
- Oldsmobile Cutlass S
- Oldsmobile Cutlass Supreme
- Oldsmobile Cutlass 442 L69, L75, L78, W-30
- Oldsmobile 442 L78, W-30, W-32, Rallye 350 (auf Basis des Oldsmobile Cutlass Supreme)
- Pontiac GTO 389 Hi-Performance, Ram Air 360, Hurst Edition, The Judge Ram V
- Pontiac Le Mans

Ford (US)
- Ford Fairlane GT, GTA, 500/XL,
- Ford Thunderbolt 425 (T-Bolt) (auf Basis des Ford Fairlane)
- Ford Torino 500 302, 351, 429 Cobra Jet (1968/69 auf Basis des Ford Fairlane, danach löste der Torino den Fairlane im Modellprogramm ab)
- Ford Torino GT 302, 351, 390, 428 Cobra Jet, 428 Cobra Jet Ram-Air, 429, 429 Cobra Jet, 429 Ram-Air (1968/69 auf Basis des Ford Fairlane, danach löste der Torino den Fairlane im Modellprogramm ab)
- Ford Torino Cobra 351, 428, 428 Ram-Air, 429, 429 Cobra Jet, 429 Ram-Air, Boss 429 (1968/69 auf Basis des Ford Fairlane, danach löste der Torino den Fairlane im Modellprogramm ab)
- Ford Torino King Cobra (für den Rennsport konzipiert, auf Basis des Ford Torino Cobra)
- Ford Torino Talladega 428, 428 Ram-Air (auf Basis des Ford Fairlane)
- Ford Gran Torino 302, 351, 400, 429, 460
- Mercury Comet Caliente
- Mercury Cyclone GT, GT Spoiler (bis 1967 die sportliche Coupe-Variante des Mercury Comet, ab 1968 des Mercury Montego)
- Mercury Cyclone GT Spoiler II (für den Rennsport konzipiert, auf Basis des Ford Torino Cobra, Schwestermodell des Ford Torino King Cobra)
- Mercury Montego GT Coupé

Tuner
- Yenko Chevelle SC 427 ZL1 (auf Basis des Chevrolet Chevelle SS)
- Baldwin Motion Chevelle (auf Basis des Chevrolet Chevelle SS)
- Hurst/Olds W-30, W-45, W-46 (auf Basis des Oldsmobile Cutlass Supreme, Gemeinschaftsprojekt von Hurst Performance und Oldsmobile)
- Baldwin Motion Oldsmobile 442 (auf Basis des Oldsmobile 442)

### Full Size Muscle Cars
AMC (American Motors Corporation)
- AMC Matador 401 Police Interceptor
- AMC Matador
- AMC Ambassador SST, 390

Chrysler
- Chrysler 300
- Dodge 330 Super Street
- Dodge Polara 500
- Dodge Monaco
- Plymouth Fury I, II, III
- Plymouth Sport Fury GT
- Plymouth VIP

General Motors
- Chevrolet Bel Air SS 409
- Chevrolet Biscayne SS
- Chevrolet Impala SS 427 Turbo-Jet
- Chevrolet Caprice Turbo-Jet, Turbo-Fire
- Buick Riviera GS
- Buick Wildcat GS, Super GS
- Buick LeSabre 455
- Oldsmobile Toronado
- Oldsmobile 88 Dynamic 88, Super 88
- Oldsmobile Ninety-Eight Starfire
- Pontiac Catalina 2+2
- Pontiac Grand Prix

Ford (US)
- Ford Custom 500 Police Interceptor (siehe auch Film Der Tiger hetzt die Meute)
- Ford Galaxie 500 LTD, 500 XL
- Ford LTD
- Mercury Marauder X-100

Tuner
- Hurst 300 (auf Basis des Chrysler 300 in Zusammenarbeit von Hurst Performance und Chrysler)
- Shelby CV525 (auf der Basis des Ford Crown Victoria)

## Galerie

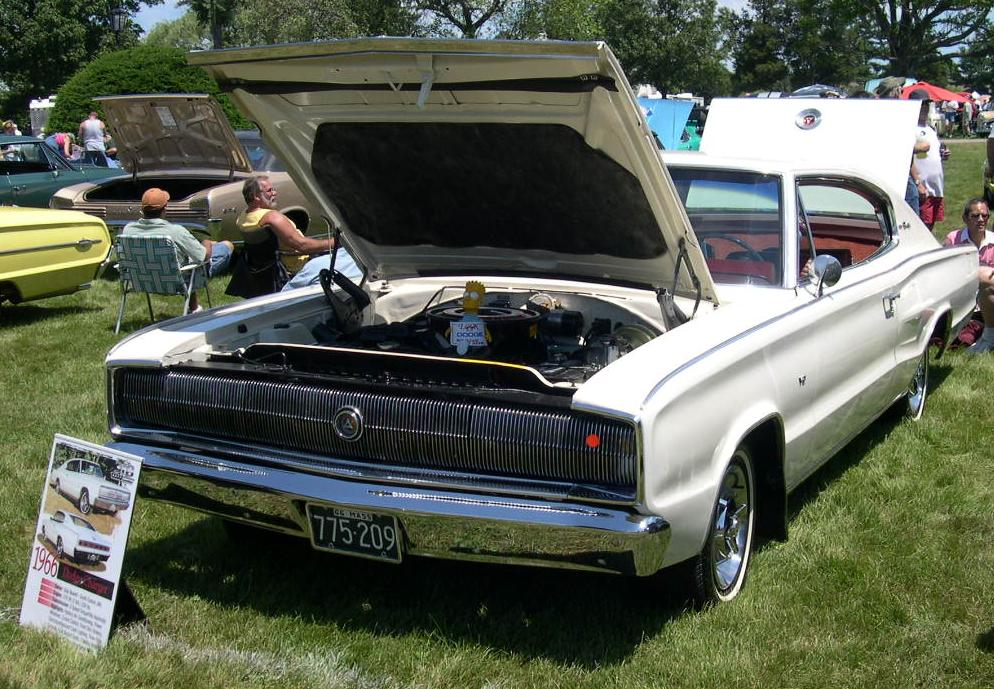
Dodge Charger
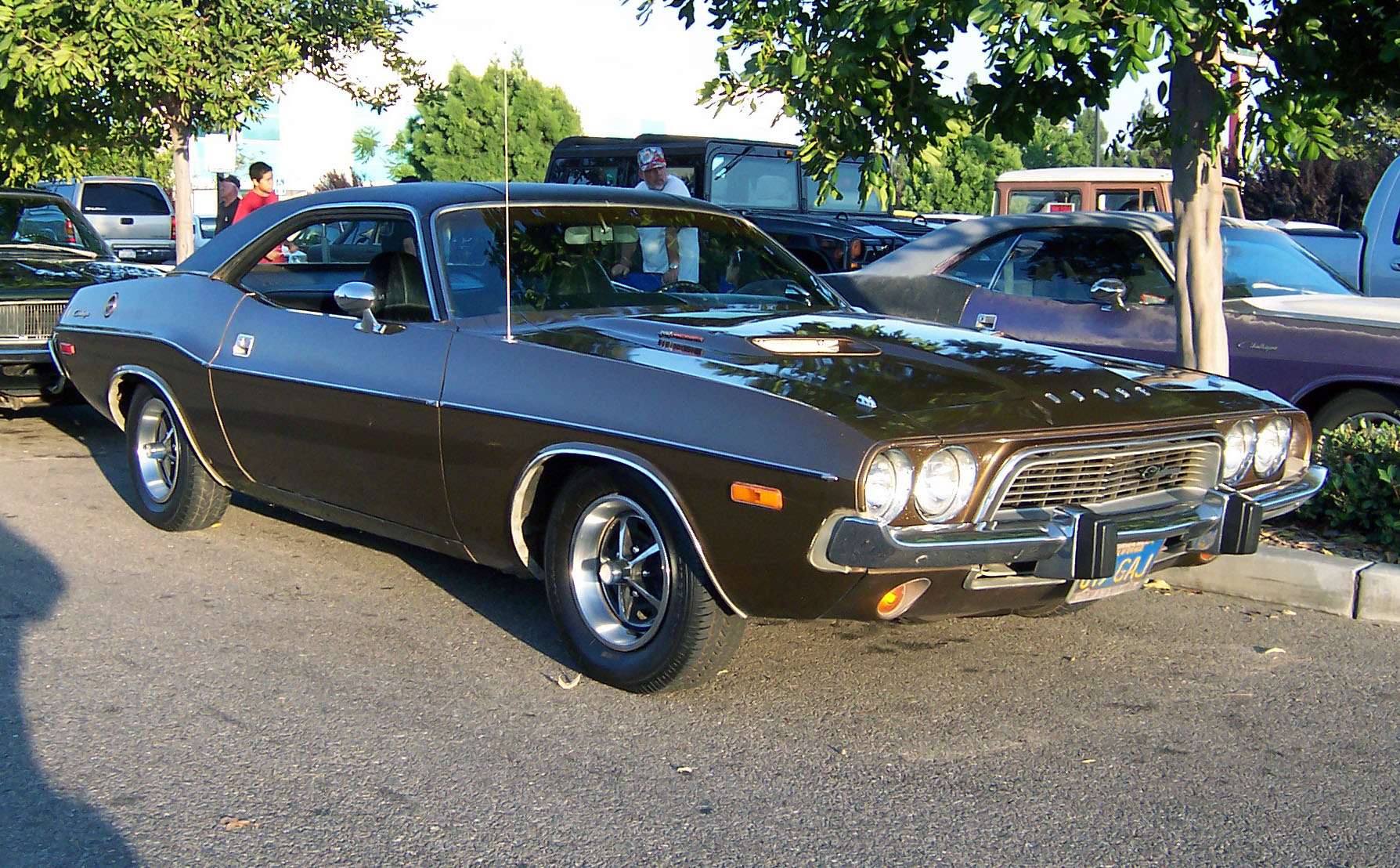
Dodge Challenger
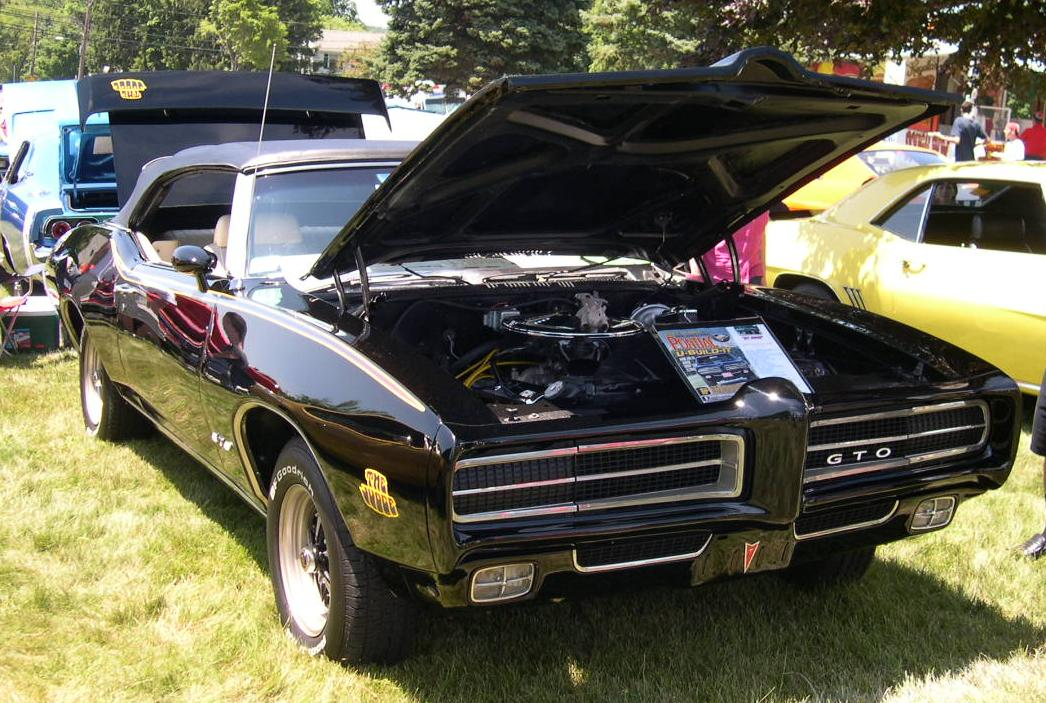
Pontiac GTO
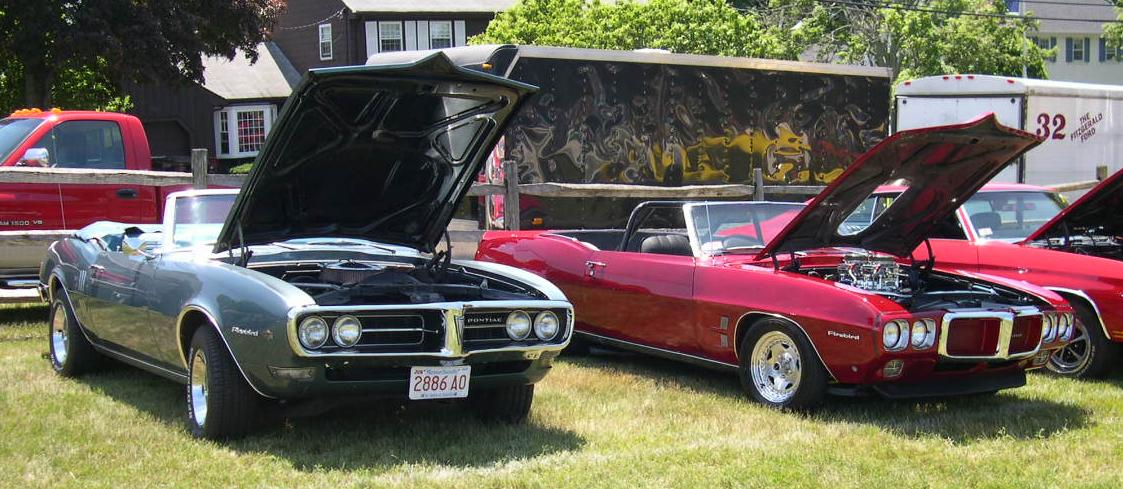
Pontiac Firebird
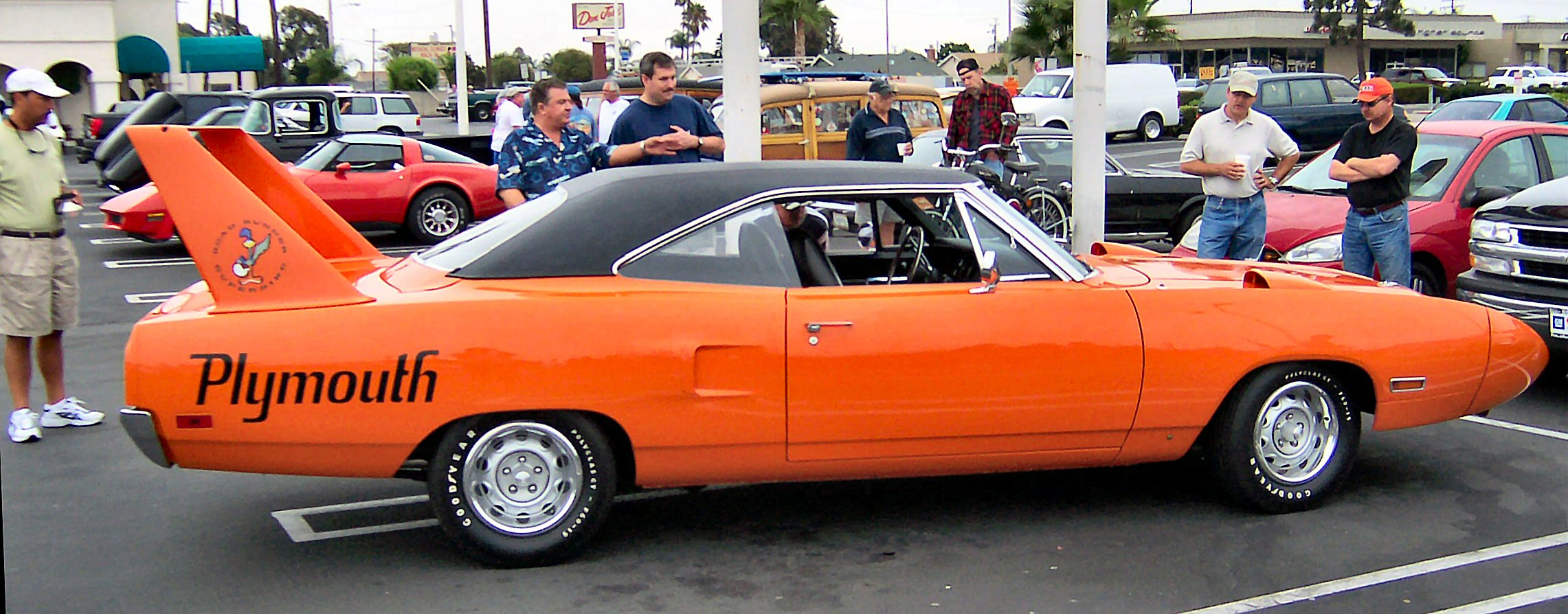
Plymouth Roadrunner Superbird
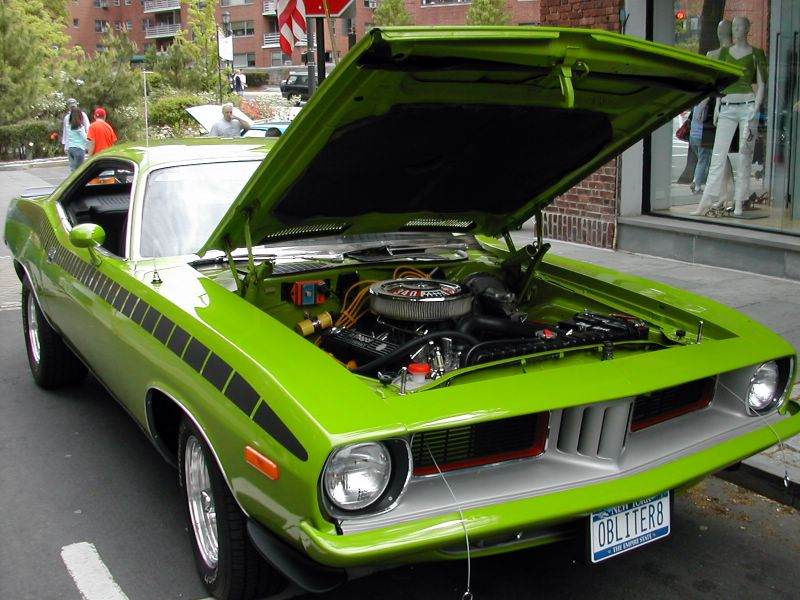
Plymouth AAR ’Cuda Clone
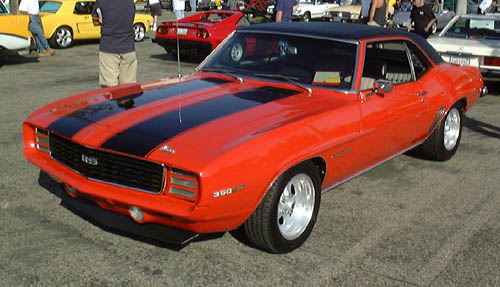
Chevrolet Camaro
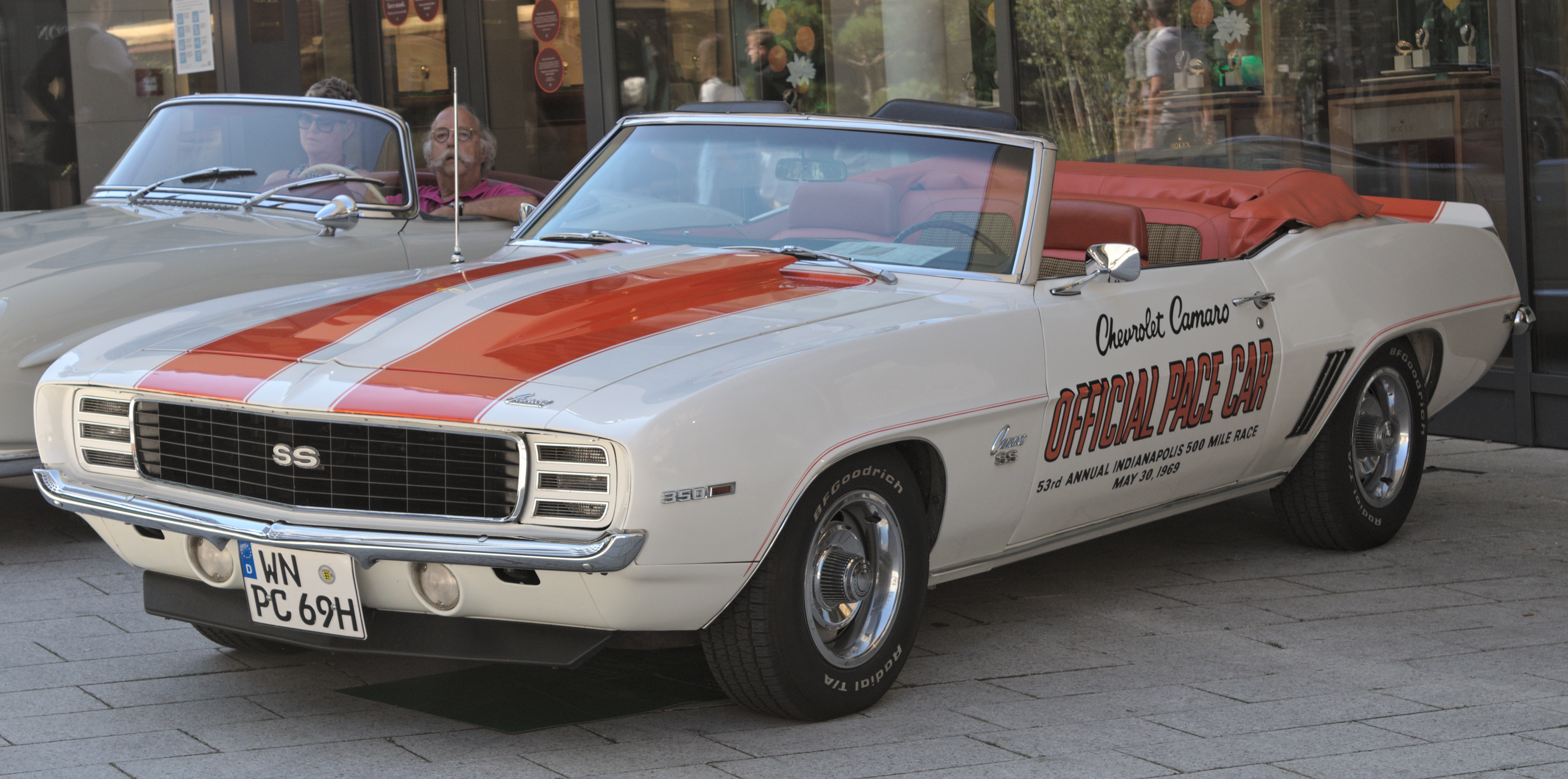
Chevrolet Camaro Cabrio
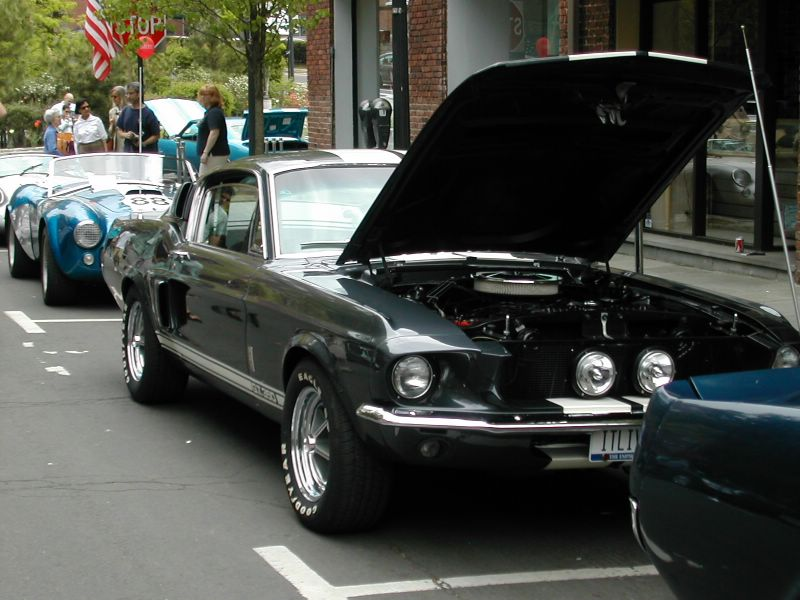
Shelby Mustang
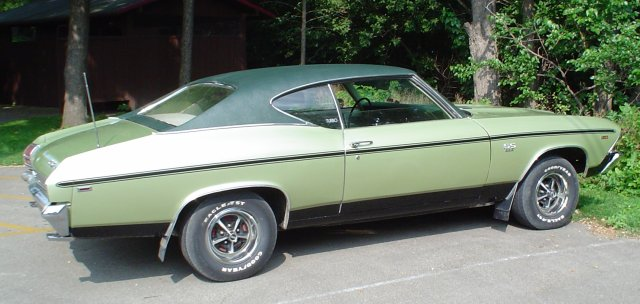
Chevrolet Chevelle SS von 1969